# 北條早雲
北條早雲（日语：／ Hōjō Sōun，1432年—1519年9月8日）是日本戰國時代的大名，也是後北條氏的初代當主。他的父親是備中高越山城主伊勢盛定，因為受到京都伊勢一族的伊勢貞親賞識，被收為養子。早雲育有兒子北條氏綱、北條氏時、葛山氏廣和北條長綱(幻庵)。北條早雲這個名字，是其嫡子北條氏綱將伊勢氏改稱為北條氏後，才開始使用的稱呼。早雲在世時，多數記載稱呼他為伊勢新九郎，晚年出家後法號為早雲庵宗瑞，因此也被稱為伊勢宗瑞。他的本名為伊勢盛時，亦有長氏或氏茂等諱名，家族內的通稱則為新九郎。江戶時代以後，直到現代的歷史學家及各種文獻，為求方便起見，幾乎都統一以北條早雲稱呼他。

## 生平
關於早雲的出身眾說紛紜，一般認為他出生於備中後月郡荏原荘（今井原市），是領有荏原荘一半領地（300貫，當時採用貫高制）的領主。根據研究顯示，他的父親是備中國（岡山縣西部）高越山城主，早雲本身則是俸祿三千石的領主，後來被拔擢為京都室町幕府的引見人。其他的說法包括京都宇治出身、伊勢關氏出身、大和在原氏出身，以及室町幕府執政伊勢某之子等說法。應仁之亂（1467-1477年）期間，由於他的姊姊北川殿是今川氏當主今川義忠的妻子，北條早雲前往駿河國避難。
1476年，今川義忠在鹽買坂之戰中遭到國人眾襲擊而陣亡，由其堂兄小鹿範滿繼承家督。在龍王丸（今川氏親）元服成年之前，由範滿擔任代理家督（當時早雲返回京都擔任申次衆）。堀越公方與扇谷上杉家聯合出兵，企圖趁亂進攻駿河，探查虛實，此舉自然引起今川家臣的恐慌，畢竟自家人內鬥竟引來外國覬覦，且上杉家的領軍大將還是名將太田道灌。早雲抵達八幡山，會見了太田道灌及公方的諸位將領，對方毫不客氣地詢問今川家內部紛爭的緣由，言下之意便是打探虛實，準備伺機吞併。當然，深諳外交政治的新九郎立刻表示：「那是今川家臣擔心今川家的未來，因此杞人憂天而引起爭吵，如今問題已逐漸解決，內部開始團結。」他並且保證，即使賠上性命，也不會再有此事發生。新九郎展現出過人的外交政治智慧，對方的主將太田道灌自然明白，並在國際認證下，新九郎以舅舅的身分，成為龍王丸的監護人。同時也解決了另一件事：確認繼位者是龍王丸。至此，新九郎想讓龍王丸繼位的目的也得以達成。
1487年，早雲返回駿河，擁立外甥龍王丸，並築石脇城作為討伐小鹿範滿的根據地，最終成功擊敗小鹿範滿，使氏親成為今川氏的家督。早雲並不貪戀權位，雖然重臣們請他挑選任何喜歡的地方，但為了今川家（龍王丸）的安危，他反而選擇了偏僻的小地方——愛鷹山南麓的興國寺城。早雲的根據地興國寺城位處伊豆及駿河的交通要衝。如今站在興國寺城遺址上，仍能清楚俯瞰伊豆半島。從關東進攻駿河只有兩條路：足柄山道與箱根山道，但不論走哪一條，都會在一個地方匯合。當軍隊抵達根古屋時，必須通過一處左邊是沼澤，右邊是高地的地方，而新九郎的領地興國寺城，就位於那片高地上。換句話說，從關東來的軍隊必須突破新九郎這一關，才能攻入駿河。這巧妙地牽制了兩位公方和兩位管領。在興國寺城，早雲與領民一同辛勤耕耘多年。
1491年，堀越公方足利政知病逝，其子嗣分別為長男茶茶丸、次男潤童子、三男清晃。長子茶茶丸為前妻所生，次子潤童子及三子清晃則為後妻圓滿院所生。圓滿院為了讓自己的兒子潤童子繼承家業，找藉口將茶茶丸關入大牢。然而先前因繼母讒言而被拘禁的長子茶茶丸，成功逃脫並殺死了圓滿院與潤童子（次子義澄後來成為將軍，但當時已出家避過此劫）。茶茶丸強行繼承家督，自立為第二代堀越公方。不過，茶茶丸性格偏激，導致家中內鬨與鬥爭頻仍，與政知時代的堀越公方重臣不合，此消息傳入早雲耳中。儘管伊豆局勢不穩，新九郎依然按兵不動，僅派人勘查情報、協助已成年的龍王丸（即今川氏親，今川義元之父）處理事務、開墾領地。茶茶丸偏激或者說是剛猛的治國手段，引起領民不滿，這些怨言傳到新九郎耳中，當然伊豆人民對新九郎治理之地的羨慕之情，也傳入他的耳中。
1493年，明應之變爆發，細川政元擁立茶茶丸的二弟足利義澄為幕府將軍，而兩家管領也在上野國爆發激戰。堀越公方的兵力被調往戰場，伊豆防守空虛。早雲支持足利義澄的叛亂，與足利茶茶丸對立。雖然他當年只要求以興國寺城作為居城，兵力不過二百，但外甥氏親身為今川家家督、駿河與遠江的守護，對他感激不盡，便借給當年保護自己登上家督之位的早雲三百兵力。就這樣，新九郎以這五百士兵為資本，前往伊豆，為北條家奠定領國基礎。最後他進攻堀越公方的居城堀越御所，足利茶茶丸逃到附近的守山後自盡，堀越公方就此滅亡。伊豆百姓眼見家園被新領主早雲佔領，感到非常害怕，不清楚早雲究竟是怎樣的一個人，紛紛逃離家園。早雲與當地領民豪族約法三章：「第一，不准偷盜；第二，不准豪族掠奪金銀珠寶；第三，禁止伊豆國百姓與平民棄家逃走。於是，早雲的軍隊對伊豆百姓秋毫無犯。」當時伊豆國瘟疫蔓延，早雲毫不吝惜金錢救治百姓，甚至發放藥物。他又將年貢從五公五民降為四公六民，此舉使他深得民心。早雲在堀越御所附近建造新城，並將其定為居城，這便是韮山城。
1495年，新九郎對小田原城有所圖謀，事先仔細勘查過小田原城的城防與護城河等設施，發現城防堅固，難以強攻，於是他決定採用火牛計。首先，新九郎向大森藤賴提出請求，聲稱野鹿過多，他和伊豆領民需要進行一次大規模的狩獵，若有人誤闖箱根山脈，希望藤賴大人見諒。藤賴說：「請轉告新九郎大人不必客氣，把箱根當成自家後院，隨時歡迎來狩獵。」畢竟新九郎向來大方，無論是捕魚、狩獵，還是逢年過節，都會送禮，每次自然少不了他的一份，藤賴逐漸對早雲降低戒心。
新九郎將部隊偽裝成狩獵隊，並利用亂波（忍者），也就是風魔一族，從蘆之湖出發抵達石垣山，然後再派出風魔忍者在城下製造騷動、縱火。最後，由部隊殺入城內。
新九郎準備了一群野牛，在牛角上綁了一綑柴火，點燃後任由這群火牛在小田原城內外狂奔，使場面更加混亂。藤賴得知進攻者竟是新九郎時，仍然一片茫然，最後只能倉皇逃離小田原城。早雲進一步鞏固了他在相模的勢力。
1498年，北條早雲聯合甲斐的武田信虎，俘虜了在甲斐的茶茶丸，最後將其斬首。
1504年，早雲在立河原合戰中支援上杉顯定擊敗扇谷上杉家的上杉朝良，同年十月佔領鎌倉。在今川家的介入下，北條氏得以自由進出相模國。
1512年，早雲開始攻略三浦氏，奪取岡崎城。同年十月，他在鎌倉建立玉縄城。1516年，早雲攻下新井城，統一相模，三浦義同戰死。同年，他將家督之位讓給長子北條氏綱。
1519年，早雲於韮山城逝世，享壽88歲。他的墓地分別位於和歌山縣高野山的金剛峯寺以及神奈川縣箱根的早雲寺。

## 人物評價
雖然戰國時代有許多「下剋上」的事例，後人也尊稱北條早雲為史上第一位戰國大名，但嚴格來說，新九郎始終沒有真正「剋上」。新九郎的「上」，是興國寺城以西的今川氏親，也就是當年的外甥龍王丸。新九郎直至晚年，除了專心經營自己的國土，還擔任外甥的軍師兼戰友，每逢外甥派人求援，他都有求必應。因此，與其說新九郎是第一位戰國大名，不如說他是第一位體現實力主義的人物。在政治方面，他創立了自己的家法《十七箇條》，是分國法的雛型。同時，他也是戰國大名中最早實行檢地制度的人。

## 登場作品
小說
- 伊勢新九郎（講談社、尾崎士郎（日语：尾崎士郎）著）
- 北條早雲（東方社、尾崎士郎著）
- 北條早雲：故事與史蹟探尋（成美堂出版、土橋治重（日语：土橋治重）著）
- 北條早雲（文藝春秋、早乙女貢（日语：早乙女貢）著）
- 箱根之坂（日语：箱根の坂）（文藝春秋、司馬遼太郎著）
- 大盜 奔逐亂世－小說 北條早雲（春陽堂書店、大栗丹後（日语：大栗丹後）著）
- 北條百歲：花之小田原（批評社、塩見鮮一郎（日语：塩見鮮一郎）著）
- 北條早雲：夢見理想鄉的風雲兒（PHP研究所、中村晃著）
- 義之旗風：小說 北條早雲（東洋經濟新報社、濱野卓也（日语：浜野卓也）著）
- 北條早雲（學研、高野澄（日语：高野澄）著）
- 謀將 北條早雲（角川書店、南原幹雄（日语：南原幹雄）著）
- 戰國時代之魁－北條早雲（郁朋社、前田德男著）
- 宛如疾雲〜早雲與戰國黎明的男人們〜（宮帶出版社（日语：宮帯出版社）、伊東潤（日语：伊東潤）著）
- 戰國北條記（PHP研究所、伊東潤著）
- 早雲立志傳（角川書店、海道龍一朗（日语：海道龍一朗）著）
- 北條早雲（中央公論新社、富樫倫太郎（日语：富樫倫太郎）著）
- 早雲的軍配者（中央公論新社、富樫倫太郎著）
- 風魔與早雲（Ｈ＆Ｉ、東鄉隆（日语：東郷隆）著）
- 積針而碎珠玉－北條早雲的生涯（風詠社、羽田真人著）
- 燎原之雲（Puboo（日语：パブー）、蒔田尚之著）
- 變名：成為北條早雲的男人（神戶新聞總合出版中心、須田京介著）
- 錢泡記 太田道灌暗殺之謎（Kindle、井野醉雲著）

影視劇
- 少年北條早雲（日语：若き日の北條早雲）（1980年、EX、演：北大路欣也）
- 戰國亂世的暴君 齋藤道三 奪取天下的怒濤（日语：戦国乱世の暴れん坊 齋藤道三 怒涛の天下取り）（1991年、ANB、演：藤田真（日语：藤田まこと））
- 塚原卜傳（日语：塚原卜伝 (テレビドラマ)）（2011年、NHK-BS、演：中尾彬）

漫畫
- 北條早雲（LEED社（日语：リイド社）、永井豪作）
- 漫畫版日本歷史 戰國人物傳 北條早雲（POPLAR社（日语：ポプラ社）、靜霞薰（日语：静霞薫）作・中島健志（日语：中島健志）畫）
- 新九郎、奔！（小學館、結城正美作）
- 貓貓日本史（日语：ねこねこ日本史）（實業之日本社（日语：実業之日本社）、噌西健治（日语：そにしけんじ）作）
- 北條太平記（櫻雲社、西股總生（日语：西股総生）作・三瓶千詠畫）